# Murthly
Murthly är en by i Perth and Kinross i Skottland. Byn är belägen 67,5 km 
från Edinburgh. Orten har 590 invånare (2016).